# Shafqat Ali Khan

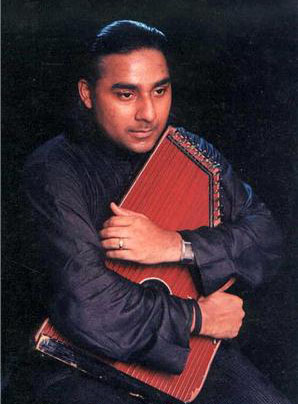
Shafqat Ali Khan, 2009

Shafqat Ali Khan (* 17. Juni 1972 in Lahore) ist ein pakistanischer klassischer Sänger.

## Leben
Khan entstammt einer Musikerfamilie. Sowohl sein Onkel Nazakat Ali Khan als auch sein Vater Salamat Ali Khan und sein älterer Bruder Sukhawat Ali Khan waren international anerkannte klassische Sänger. Bereits ab seinem vierten Lebensjahr wurde er in die Tradition der Sham Churasi Gharana eingeführt, und 1980 hatte er seinen ersten professionellen Auftritt beim Lahore Music Festival. Landesweit bekannt wurde er dann durch Auftritte bei Radio Pakistan und im Fernsehen. 1986 wurde er in Lahore mit dem Amir Khusro Award als bester junger klassischer Sänger ausgezeichnet, 1987 mit einer Goldmedaille der University of Faisalabad.
Er gab Konzerte in Indien, Pakistan und Bangladesch, in Großbritannien, Italien, Deutschland, den Niederlanden, Spanien und der Schweiz, Kanada und den USA. 1988 trat er bei der Smithsonian Institution und im World Music Institute des Metropolitan Museum of Art auf, 1991 in der Merkin Concert Hall. Seit den 1980er Jahren experimentierte Khan auch mit Elementen der Popmusik, von Fusion und Ambient. Als Ergebnis entstand das Album Princes of the Sea, das er gemeinsam mit seinem Vater aufnahm. Ab 1994 arbeitete er auch mit dem kalifornischen Musikproduzenten und Keyboarder Doug McKeehan zusammen.

## Diskographie
- Princess Of The Sea (Keytone, 1993)
- Voices Of Spheres (X DOT 25, 1997)
- Shafqat Ali Khan (Hearts Of Space Records, 2000)
- Sufi Songs (ARC Music, 2003)
- Sublime Sufi: New Perspectives on Ancient Sufi Roots (ARC Music, 2007)
- Dus Kahaniyaan (Eros International, 2007)
- Poland – Pakistan (Music Without Borders) (Wydzwiek, 2016)